# Barrage de Göksu
Pour les articles homonymes, voir Göksu.
Le barrage de la Göksu est un barrage en Turquie. La rivière Göksu Çayı conflue avec le Tigre sur sa rive droite entre Diyarbakır et Bismil.

## Sources
- (en) www.dsi.gov.tr/tricold/goksu.htm Site de l'agence gouvernementale turque des travaux hydrauliques